# Данієль Рікардссон
Данієль Рікардссон (швед. Daniel Rickardsson, 15 березня 1982) — шведський лижник, олімпійський чемпіон.
Рікардссон виступає на міжнародних змаганнях з 2002. Основні його успіхи пов'язані з естафетами в складі збірної Швеції. На Олімпіаді у Ванкувері Рікардсон разом із товаришами вибороли золоті олімпійські медалі і звання олімпійських чемпіонів.